# Cumhuriyet, Bitlis
Kurudere là một xã thuộc thành phố Bitlis, tỉnh Bitlis, Thổ Nhĩ Kỳ.